# (33962) 2000 NR9
2000 NR9 (asteroide 33962) é um asteroide da cintura principal. Possui uma excentricidade de 0.18114050 e uma inclinação de 12.64998º.
Este asteroide foi descoberto no dia 6 de julho de 2000 por LINEAR em Socorro.